# بچرخان و فریاد بزن (آلبوم)
بچرخان و فریاد بزن (به انگلیسی: Twist and Shout) دومین آلبوم منتشر شده از گروه راک انگلیسی بیتلز در کشور کانادا است. بیشتر آهنگ‌های این آلبوم برگرفته از آلبوم لطفاً مرا خشنود کن است.